# Port lotniczy Londyn-Oksford
Port lotniczy Londyn-Oksford (ang.: London Oxford Airport, kod IATA: OXF, kod ICAO: EGTK) – prywatny port lotniczy zlokalizowany w Kidlington koło Oksfordu (Wielka Brytania, Anglia).